# Sejsmika refleksyjna
Sejsmika refleksyjna także Sejsmika odbiciowa – geofizyczna metoda pomiarowa, pozwalająca na uzyskanie obrazu struktur geologicznych. Polega ona na rejestracji i analizie sztucznie wywołanej i odbitej od granic warstw geologicznych fali akustycznej, (tu nazywanej falą sejsmiczną).

## Zasada pomiaru
Pomiar polega na emisji fali sejsmicznej przez źródło fali sejsmicznej w punkcie wzbudzenia, a następnie rejestracji sygnałów przez czujniki drgań umieszczone na powierzchni ziemi w punktach odbioru. Drgania docierające do punktów odbioru są wynikiem propagacji i odbić fali sejsmicznej w głębi ziemi. Przy projektowaniu punktów wzbudzenia i odbioru należy przestrzegać tzw. Zasady wielokrotnego pokrycia - przez każdy punkt odbicia powinno przechodzić 70 do 100 promieni sejsmicznych. Ma ona na celu wzmocnienie sygnału pochodzącego z każdego punktu odbicia.
Odbiór i rejestracja za pomocą sejsmografu odbitych od struktur podziemnych fal sejsmicznych prowadzi do stworzenia hodografu fali odbitej. Badania tą metodą jest możliwe, gdy ośrodek jest warstwowany, o upadzie warstw do 45° i niewielkim zuskokowaniu. Odbicia, fali następują w miejscach gdzie ośrodki różnią się impedancją akustyczną.

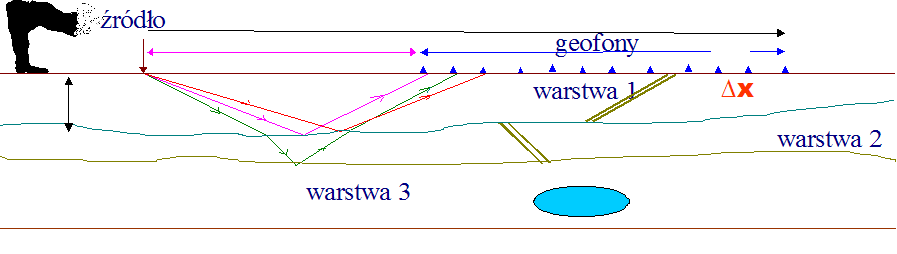
Idea pomiaru w sejsmice refleksyjnej

### Źródło sejsmiczne
W pomiarach wykorzystuje się szeroką gamę źródeł fali sejsmicznej. Istnieją trzy podstawowe klasyfikacje źródeł sejsmicznych:
- ze względu na rodzaj generowanego sygnału:
  - źródła impulsowe - generujące krótki (rzędu 10 ms) sygnał o wysokiej amplitudzie;
  - źródła wibracyjne (wibrator sejsmiczny|wibratory sejsmiczne) – generujące długi (rzędu kilku - kilkunastu sekund) sygnał o niewielkiej amplitudzie;
- ze względu na inwazyjność źródła 
  - źródła niszczące (destrukcyjne) – powodujące nieodwracalne deformacje w miejscu generowania sygnału,
  - źródła nieniszczące;
- ze względu na miejsce generacji
  - źródła powierzchniowe - generujące falę sejsmiczną wskutek wywierania siły działającej na podłoże;
  - źródła głębinowe - umieszczane w ziemi, na pewnej głębokości.

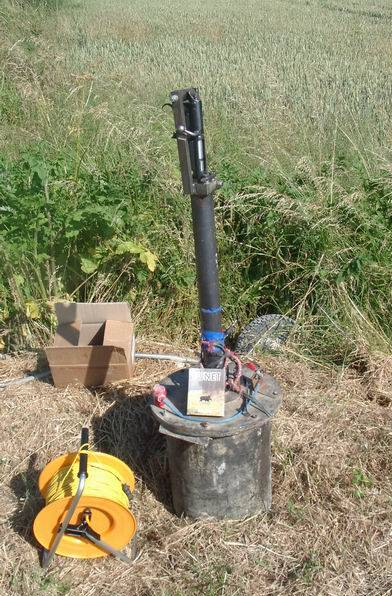
Przykład źródła sejsmicznego typu Betsy Gun

#### Najczęściej wykorzystywane źródła sejsmiczne
- młot sejsmiczny (ang. sledgehammer) - źródło impulsowe, nieniszczące, powierzchniowe. Łatwe w użyciu, oferuje stosunkowo niewielką amplitudę generowanego sygnału;
- zrzut masy - kafar (and. weight drop) - źródło impulsowe, powierzchniowe. Oferuje amplitudę sygnału zależną od wielkości upuszczanej swobodnie masy oraz wysokości, z jakiej jest ona zrzucona. W zależności od tych wartości może to być źródło niszczące lub nie;
- materiał wybuchowy (najczęściej dynamit) – źródło impulsowe, destrukcyjne, głębinowe. Oferuje silny sygnał (o amplitudzie zależnej od wielkości ładunku) o szerokim widmie częstotliwości. Wysoce kłopotliwe w użyciu;
- betsy gun - specjalnie przystosowana strzelba, o dużej masie. Źródło impulsowe, niszczące, powierzchniowe. Fala sejsmiczna jest generowana w wyniku uderzenia wystrzelonego pocisku w powierzchnię ziemi,
- buffalo gun - urządzenie pozwalające na eksplozję wprowadzonego w ziemię pocisku. Źródło impulsowe, niszczące, głębinowe,
- wibrator przenośny - źródło wibracyjne, nieniszczące, powierzchniowe, o niewielkiej masie (rzędu 100 kg) i mocy (rzędu kilku kW). Wibracje masy, wywołanej przez wzbudnik są przenoszone na powierzchnię ziemi, wywołując falę sejsmiczną,
- ciężki wibrator - źródło wibracyjne, zwykle nieniszczące, powierzchniowe. Wibratory tego typu stanowią zwykle całość z samochodem ciężarowym, który umożliwia ich przemieszczanie oraz dostarcza energii niezbędnej do wzbudzenia fali sejsmicznej.
- air gun - źródło impulsowe, niszczące, głębinowe. Generacja fali sejsmicznej następuje w wyniku gwałtownej dekompresji sprężonego gazu. Źródło to jest wykorzystywane w pomiarach sejsmicznych pod powierzchnią wody.
- iskrownik (ang. sparker) – źródło impulsowe, niszczące, głębinowe. Generacja fali sejsmicznej następuje w wyniku gwałtownego odparowania wody, powodującego gwałtowny wzrost jej ciśnienia. Odparowanie jest zwykle wywoływane przez łuk elektryczny.

Powyższa lista nie jest wyczerpująca, jako że inżynierowie geofizycy używają źródeł sejsmicznych odpowiadających ich specyficznym wymaganiom, często własnej konstrukcji.
Wybór źródła sejsmicznego dla danego pomiaru jest zdeterminowany warunkami terenowymi oraz celem badań (w szczególności maksymalną głębokością obrazowania). Często zdarzają się pomiary, w których wykorzystuje się kilka różnych źródeł w celu zoptymalizowania wyników. Istnieją również techniki pomiarowe wykorzystujące dwa lub więcej źródeł pracujących równolegle.
Ze względu na to, iż źródłem sejsmicznym może być w zasadzie dowolny czynnik wywołujący drgania ziemi, w pomiarach sejsmicznych często pojawia się problem zakłóceń wywołany przez źródła zewnętrzne (np. przejeżdżające samochody, pracujące pompy itp.), których inżynier prowadzący pomiary nie kontroluje. Jednak w pewnych warunkach takie "darmowe" źródła mogą okazać się przydatne dla uzyskania wartościowych rezultatów.

### Czujniki drgań
Do rejestracji drgań powierzchni ziemi niezbędne są specjalne czujniki, zwykle używane są geofony lub hydrofony (przy badaniach pod powierzchnią wody). Bardzo rzadko używane są również akcelerometry.
Rozmieszczenie czujników zależy od stosowanej techniki pomiaru, typowo używa się kilkunastu (kilkudziesięciu, kilkuset) geofonów lub hydrofonów rozmieszczonych wzdłuż linii prostej (profilu sejsmicznego), w jednakowych odstępach. Wybór rodzaju i ilości czujników oraz ich wzajemne odstępy a także pozycja źródła sejsmicznego względem nich, zależą od warunków terenowych pomiaru oraz od oczekiwanych parametrów obrazu sejsmicznego (przede głębokości i rozdzielczości obrazu).

### Sejsmograf
Typowy sejsmograf jest w istocie rzeczy wielokanałowym oscyloskopem, przystosowanym do specyficznych wymagań pomiaru sejsmicznego. Podstawowym zadaniem sejsmografu jest rejestracja sygnałów odebranych z czujników drgań. Współczesne sejsmografy są urządzeniami cyfrowymi, złożonymi z dwóch podstawowych części:
- komputera, zwykle klasy PC
- przetwornika analogowo-cyfrowego. Przetwornik taki jest podstawowym elementem sejsmografu, a jego możliwości determinują jakość urządzenia. Od przetwornika sejsmografu wymaga się wysokiej rozdzielczości, co skutkuje wysoką dynamiką możliwych do zarejestrowania sygnałów. Typowa rozdzielczość współczesnych sejsmografów przekracza 20 bitów. Nie jest natomiast wymagana wysoka częstotliwość próbkowania, jako że najwyższa częstotliwość rejestrowanych sygnałów nie przekracza kilku kHz.

Współczesne sejsmografy są narzędziami oferującymi możliwości dalece wykraczające poza prostą digitalizację sygnału. Oprogramowanie sejsmografu umożliwia zwykle wstępną analizę sygnału sejsmicznego a nawet uzyskanie pierwszych obrazów sejsmicznych.

## Przetwarzanie danych i interpretacja wyników

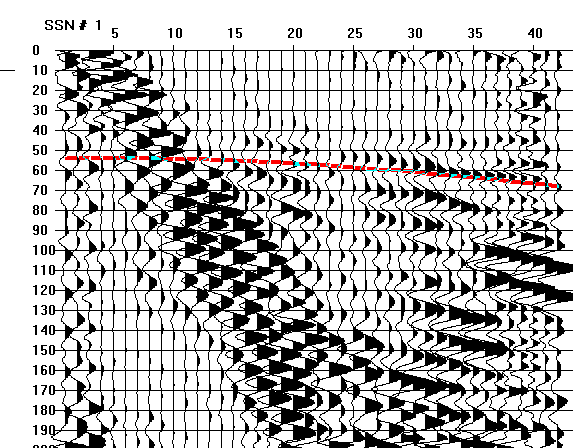
Przykładowy sejsmogram. Hodograf (czerwona hiperbola) wskazuje szereg sygnałów pochodzących od pojedynczej warstwy odbijającej

Zarejestrowane w czasie pomiaru dane wymagają skomplikowanej obróbki, zanim możliwe będzie uzyskanie obrazu struktury geologicznej. Typowym rezultatem pomiaru są sejsmogramy uzyskane dla różnych punktów emisji fali sejsmicznej. W celu uzyskania z nich obrazu sejsmicznego wykonuje się następujące podstawowe operacje:
- filtrowanie sygnałów – pozwala na eliminację zbędnych sygnałów (szumu, fal powierzchniowych, fal ugiętych itp.) i pozostawienie jedynie sygnałów pochodzących od odbić fali sejsmicznej od granic warstw;
- wprowadzenie poprawek statycznych i dynamicznych – poprawka statyczna polega na uwzględnieniu wpływu topografii terenu i strefy małych prędkości, nie jest zależna od czasu - wprowadza się ją w dowolnym momencie przetwarzania danych. Poprawka dynamiczna polega na przeliczeniu czasów zmierzonych na poszczególnych trasach na czas podwójny pionowy, zmierzony w punkcie leżącym najbliżej punktu wzbudzenia (prostowanie hodografów), należy ją wprowadzić przez sumowaniem;
- sumowanie obrazów – sygnały z poszczególnych sejsmogramów są sumowane według specjalnych reguł, pozwalających na uzyskanie sekcji czasowej (sumy końcowej);
- korekcja i analiza prędkości – sekcja czasowa daje jedynie informacje o czasie, w jakim przychodzi fali odbicie od danego obiektu. W celu uzyskania głębokości odpowiadającej temu obiektowi konieczne jest wykonanie obliczeń opartych na analizie prędkości fal sejsmicznych i przełożeniu dzięki nim czasu na głębokość;
- migracja promienia sejsmicznego – specjalna procedura, pozwalająca na ułożenie sygnałów odbić w odpowiednich miejscach (pozwala określić rzeczywisty upad warstw).
- dekonwolucja – pozwala na wyeliminowanie z obrazu wpływu formy fali sejsmicznej. Poprawia rozdzielczość pionową (czasową) uzyskanej sekcji sejsmicznej.

Końcowym wynikiem przetwarzania jest obraz sejsmiczny, pokazujący ułożenie warstw geologicznych; 
- Interpretacja – strukturalna - odtworzenie z danych czasowych struktury górotworu, litofacjalna - określenie np. współczynnika porowatości lub gęstości. Interpretacja obrazu jest już domeną geologów.

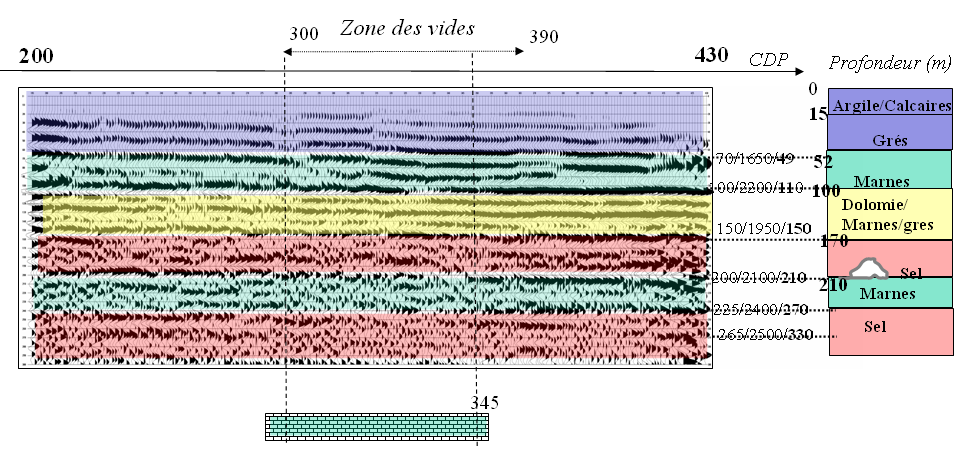
Przykładowa sekcja czasowa z zaznaczonymi warstwami geologicznymi. Zaznaczona pośrodku strefa wskazuje maskowanie głębszych interfejsów geologicznych wywołane obecnością jaskini

## Badania pomocnicze
- sejsmika refrakcyjna – badanie fal załamanych;
- wyznaczenie prędkości średnich w górotworze – polega na wywierceniu rdzeniowego otworu o głębokości 2–3 km (otwór pozostawia się wypełniony płuczką) i pomiarach sondą hydrofonową, począwszy od dna otworu, systematycznie ku powierzchni; punkt wzbudzenia znajduje się na powierzchni. Po wykonaniu pomiarów należy przeliczyć uzyskane czasy na czas pionowy. Wyznaczona na podstawie tego badania prędkość służy do przeliczania czasu podwójnego pionowego na głębokość.

## Zastosowania
Początkowo sejsmika refleksyjna służyła jako jedno z narzędzi poszukiwań węglowodorów, w szczególności ropy naftowej i gazu ziemnego. Z czasem liczba różnych zastosowań rosła i w chwili obecnej metoda ta znajduje wiele różnych zastosowań, wszędzie tam, gdzie wymagana jest dokładna znajomość struktury geologicznej terenu. Kilka przykładów:
- budownictwo - oceny stateczności podłoża;
- inżynieria lądowa - ocena ryzyka związanego z istnieniem pozostałości po eksploatacji górniczej;
- ochrona środowiska - wykrywanie potencjalnych lub istniejących zanieczyszczeń wód gruntowych;
- geologia - wykrywanie złóż kopalin;
- archeologia - wykrywanie pozostałości budowli znajdujących się pod wodą.

Techniką stosowaną do badań płytkiego podłoża jest metoda georadarowa, która wykorzystuje fale elektromagnetyczne w podobny sposób, w jaki sejsmika refleksyjna stosuje fale akustyczne.